# アダム・レヴィーン
アダム・レヴィーン（Adam Levine）は、アメリカ合衆国のシンガー・ソングライター、ギタリスト。身長182cm。バンド「マルーン5」（Maroon 5）のメンバーで主にボーカル・ギターを担当している。ドラムを演奏することもできる。

## 経歴
1994年、ロサンゼルスのブレントウッド・スクール（Brentwood School）に通う、アダム・レヴィーン、ジェシー・カーマイケル、ミッキー・マデン、ライアン・デューシックの4人がバンド「カーラズ・フラワーズ」（Kara's Flowers）を結成。
1997年7月22日に1stシングル「ソープ・ディスコ」（Soap Disco）をリリース。アルバム『フォース・ワールド』（The Fourth World）は8月19日にリリースされた（日本では10月5日にシングル・アルバム同時発売でデビューした）。しかし、アルバムは商業的成功を収めることができず発売から半年後に廃盤となり、1999年に所属レコード会社を去る。2001年、再び集結したメンバーに加えて友人であるジェイムス・ヴァレンタインが加入し、バンド名を「マルーン5」と改名し、2002年にアメリカで1stアルバム『ソングズ・アバウト・ジェーン』（Songs About Jane）をリリース。

### ソロ活動
2005年7月2日に開催されたLIVE 8でスティービー・ワンダーと彼の曲「涙をとどけて」（Signed, Sealed, Delivered I'm Yours）をデュエット。この時の映像がDVD『LIVE 8』に収録されている。
2005年にリリースされたイン・ヤン・ツインズのアルバム『U.S.A.:ユナイテッド・ステイツ・オブ・アトランタ』（U.S.A.:United State Of Atlanta）収録曲「リヴ・アゲイン」（Live Again）のボーカルで参加。
カニエ・ウェストが2005年にリリースしたアルバム『レイト・レジストレーション』（Late Registration）からの3rdシングル「ハード・エム・セイ」（Heard 'Em Say）にボーカルで参加。また、ミシェル・ゴンドリー監督のミュージック・ビデオに警備員役で出演している。
アリシア・キーズと『MTVアンプラグド』でローリング・ストーンズの「ワイルド・ホーセス」（Wild Horses）を歌唱して共演。この音源が、2005年にリリースされた彼女のアルバム『アンプラグド』（Unplugged）に収録されている。

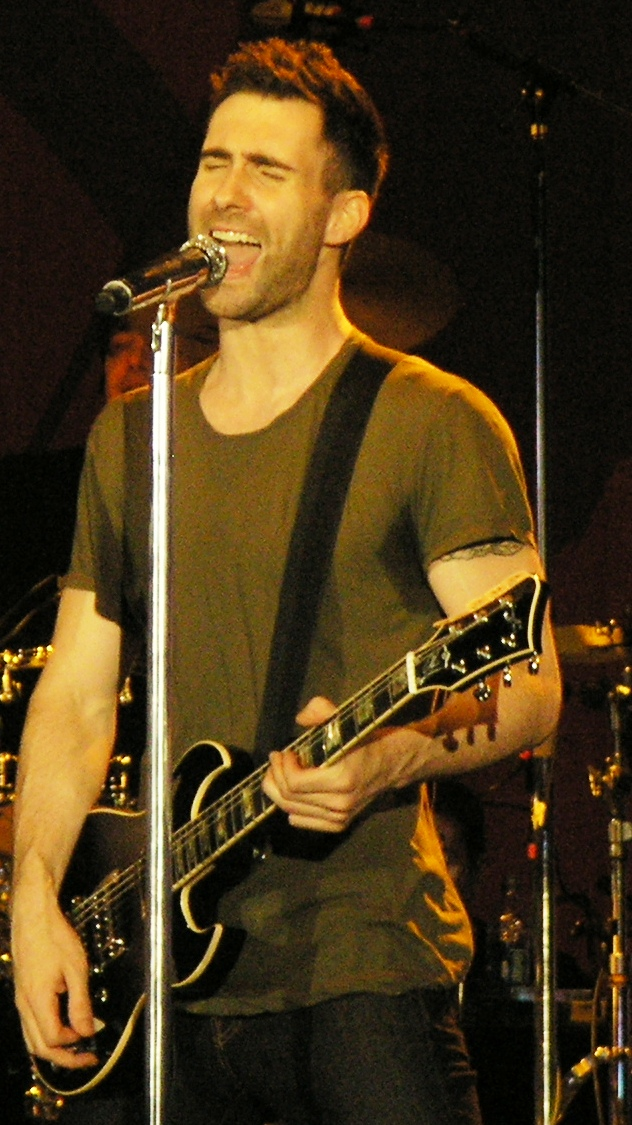
2007年

2007年リリースのナターシャ・ベディングフィールドのアルバム『N.B.』収録の「セイ・イット・アゲイン」（Say It Again）を共作。バッキング・ボーカルも担当した。
2009年、K'Naanのアルバム『トルバドゥール 〜チャンピオン・アルバム』（TROUBADOUR - CHAMPION EDITION）収録の「バン・バン feat.アダム・レヴィーン」（Bang Bang feat. Adam Levine）に参加。
2010年、スラッシュのソロ・アルバム『スラッシュ』に「ゴッテン」（Gotten）で参加した。同年、ファッション・ブランド「<222>」を立ち上げた。
2011年、ジム・クラス・ヒーローズの曲「ステレオ・ハーツ feat. アダム・レヴィーン」（Stereo Hearts feat. Adam Levine）に参加。
同年からブレイク・シェルトンらとともにNBCのテレビオーディション番組『ザ・ヴォイス』の審査員を務め、コーチも兼任している。自身が指導を担当したクリスティーナ・グリミーが2016年6月10日、コンサート終了後に射殺された際には、「(妻)ベハティとわたしは、クリスティーナ・グリミーの死に、大いに打ちのめされ、悲しんでいます。わたしたちの心は、彼女の家族とともにあります」とツイートした。その後、グリミーの母親に直接連絡を取り、葬儀費用を支払うと申し出た。
2012年には自らのレコードレーベル「222 Records」を設立。マシュー・モリソンと契約した。同年秋からアメリカのFXで放送された『アメリカン・ホラー・ストーリー』第2シーズンに役者として出演。50セントの曲「マイ・ライフ feat.エミネム&アダム・レヴィーン」（My Life feat.Eminem & Adam Levine）に参加した。
2013年、ザ・ロンリー・アイランドの曲「YOLO」にケンドリック・ラマーと参加。

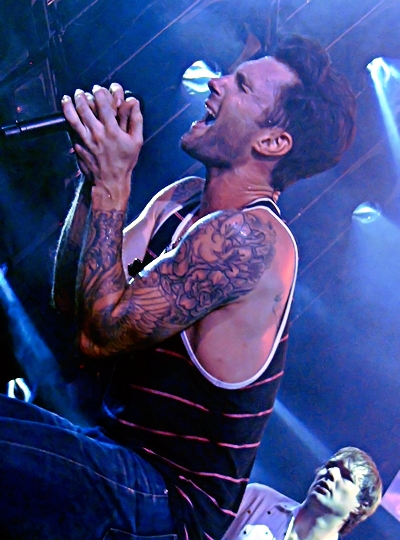
熱唱するアダム

2014年夏公開の映画『はじまりのうた』（Begin Again）で銀幕デビュー（日本公開は2015年）。アダムの曲も収録された映画のサウンドトラック『はじまりのうた -オリジナル・サウンドトラック』（Begin Again - Music From And Inspired By The Original Motion Picture）をインタースコープ・レコードと新たにディストリビューション契約した自らのレーベル「222/Interscope」からリリースした（日本盤は2015年発売）。また、レギュラー出演している『ザ・ヴォイス』により、ティーン・チョイス・アワードのテレビ部門「Choice TV Reality Personality, Male」を受賞した。

## 人物
10代の時に注意欠陥・多動性障害と診断された。
2013年にはアメリカの雑誌ピープル誌による今年度の「世界一セクシーな男」に選ばれた。
2014年にベハティ・プリンスルーと結婚したことを発表した。
2016年9月にベハティ・プリンスルーとの間に第1子となる娘のダスティローズ・レヴィーンが誕生した。2018年に第2子、2023年に第3子が誕生。
2019年時点での純資産総額は約1億2000万ドル。

### 不倫問題
2022年9月19日、モデルのサムナー・ストローはTikTokに動画を投稿し、アダムと不倫関係に陥っていたことを告白した。ストローはアダムが「君は信じられないほどにホットだ。心が吹き飛ばされたようだ」と送ってきたメッセージのスクリーンショットも公開し、続けてアダムから送られてきた「これは真剣な話だ。今度産まれる僕の子供が男の子だったら君の名前を付けていいかい？いたって真面目に聞いてるんだ」というメッセージのショットも公開した。その後アダムは「一線は超えたが、浮気はしていない」と釈明する声明を発表したが、妻のベハティが第3子を妊娠中の不倫とその発言は大きな批判を生み炎上。また、一連の告発を受けて、更に2人の女性がアダムから性的な誘いを受けたと名乗り出た。

## 出演・曲

### テレビ
- 『ザ・ヴォイス』（2011年 - ）
- 『アメリカン・ホラー・ストーリー』第2シーズン（2012年）

### 映画
- 『はじまりのうた』（Begin Again）（2014年）※日本公開は2015年[14]

### 曲
※ソロ名義で発表した曲を記載。
- 「ロスト・スターズ」（Lost Stars）、「ア・ハイヤー・プレイス」（A Higher Place）『はじまりのうた -オリジナル・サウンドトラック』（Begin Again - Music From And Inspired By The Original Motion Picture）収録（2014年）※日本盤は2015年発売[18]